# Tizourgane
Koordinaten: 29° 53′ N, 9° 0′ W
Tizourgane ist ein von einer Mauer umgebenes Bergdorf (ksar) im westlichen Antiatlas in der Provinz Chtouka-Aït Baha in der Region Souss-Massa in Marokko. Tizourgane und das nahegelegene Berberdorf Tioulit werden – trotz des völlig unterschiedlichen Erscheinungsbildes – oft miteinander verwechselt; manchmal findet sich der Ort auch unter der Stammesbezeichnung Ida Ougnidif.

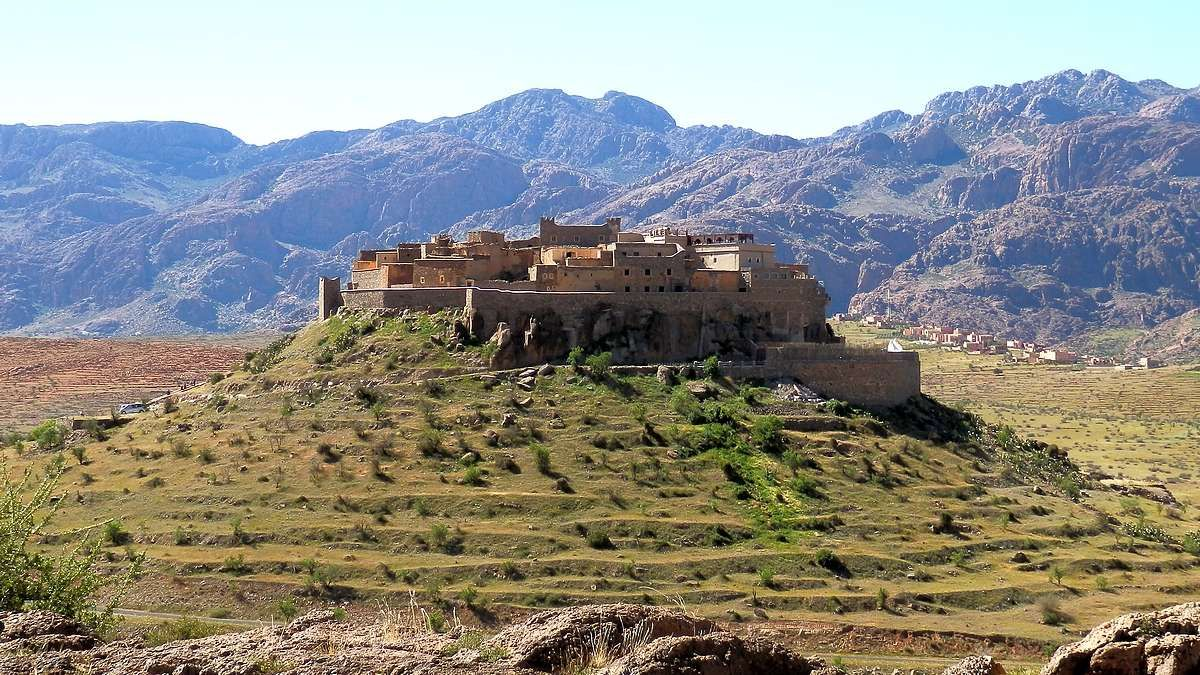
Ksar Tizourgane, Antiatlas

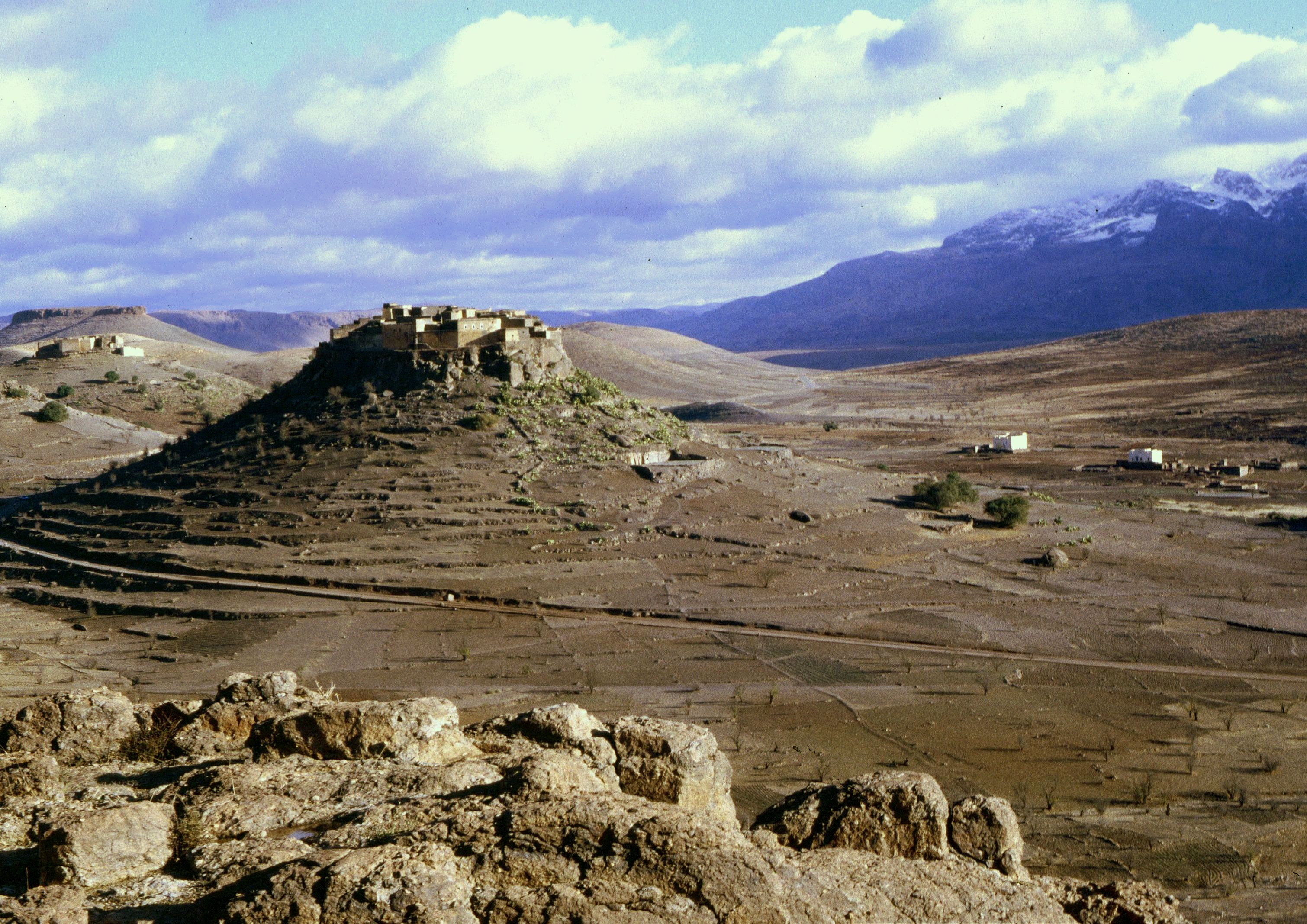
Ksar Tizourgane

## Lage
Der nur aus etwa 50 Häusern bestehende Ort liegt etwa 100 km (Fahrtstrecke) südöstlich der Stadt Agadir auf einer Bergkuppe des Antiatlas in knapp 1150 m Höhe etwa auf halber Strecke zwischen Aït Baha und Tafraoute. Die Lage des Ortes auf einer Bergkuppe erklärt sich sowohl aus Gründen der Verteidigung, als auch aus Gründen der Schonung des fruchtbaren Bodens in den Tallagen oder an den – ehemals terrassierten und landwirtschaftlich genutzten – Berghängen.

## Geschichte
Wie bei fast allen von Berbern bewohnten Orten gibt es zur Geschichte von Tizourgane keinerlei schriftliche Aufzeichnungen. Die Bewohner des Ortes waren überwiegend sesshaft, lebten also im Wesentlichen von den immer schon spärlichen Erträgen ihrer (Terrassen-)Felder und ihrer Haustiere nach dem Prinzip der Selbstversorgung; sie waren gezwungen, ihren Besitz gegen Übergriffe von umherziehenden Nomaden oder verfeindeten Nachbardörfern bzw. -stämmen zu schützen. Nach ausbleibenden Regenfällen in den 1970er und 1980er Jahren wurde der Ort – ähnlich wie das nur wenige Kilometer entfernte Tioulit – von seinen Bewohnern beinahe gänzlich verlassen. Mit öffentlichen und privaten Geldern ist Tizourgane nach der Jahrtausendwende weitgehend restauriert worden; einige wenige Häuser befinden sich jedoch immer noch in ruinösem Zustand.

## Architektur

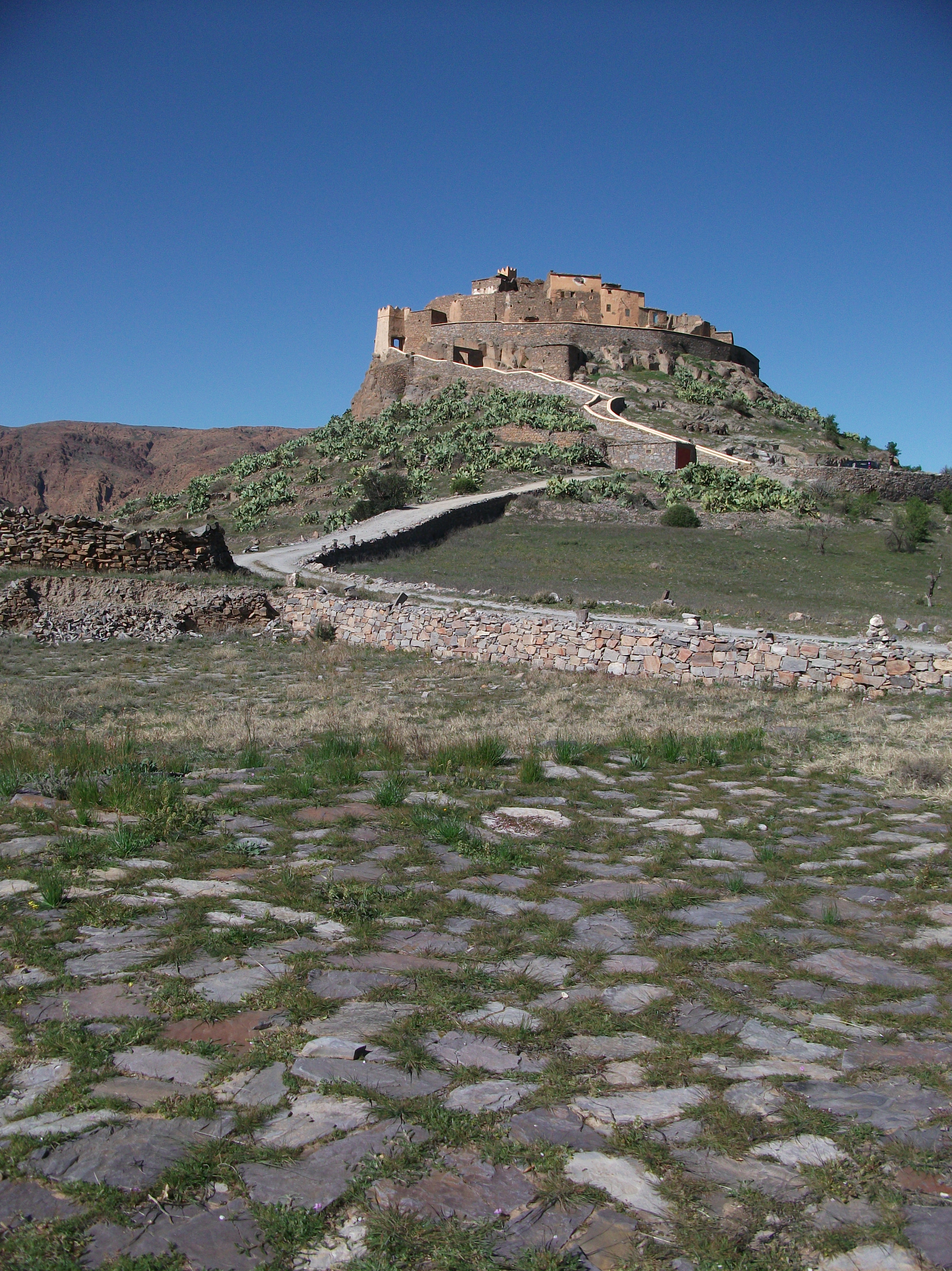
Tizourgane: Im Vordergrund der – schon lange nicht mehr genutzte – Dreschplatz

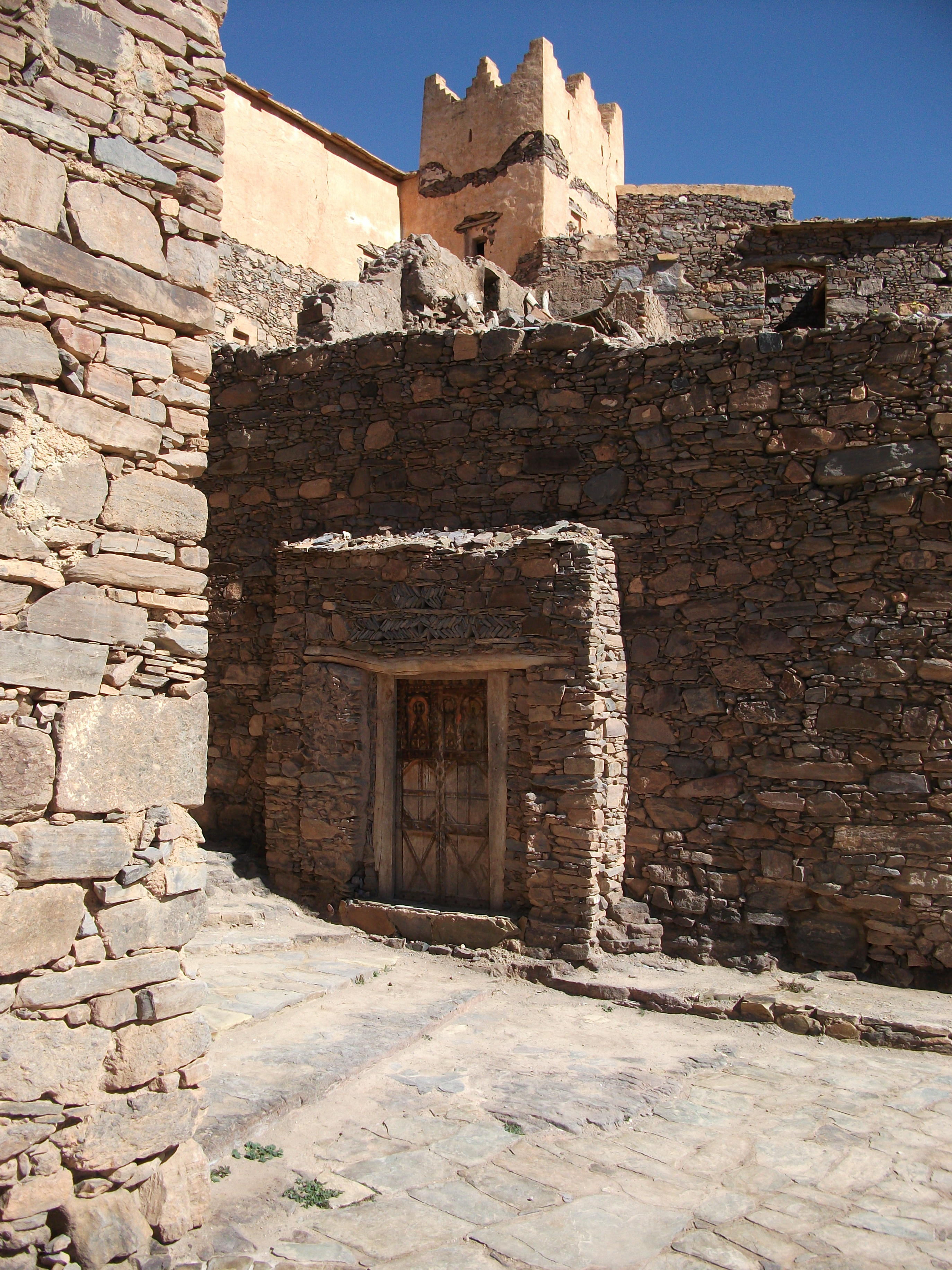
Tizourgane: Die Häuser des Ortes sind allesamt aus Bruchsteinen zusammengefügt. Über dem Türsturz eines Hauses ist ein Fischgrätmuster zu erkennen. Im 20. Jh. wurden einige Häuser verputzt.

### Verteidigung
Zusätzlich zu seiner erhöhten Lage ist der Ksar von Tizourgane gleich dreifach gegen Angriffe gesichert: Die äußere 'Verteidigungslinie' bildet ein Kakteengestrüpp unmittelbar vor dem Mauerring, der mit nur einem – noch dazu abgewinkelten – Zugang die mittlere Verteidigungslinie darstellt. Den dritten geschlossenen Verteidigungsring bilden die – ursprünglich fensterlosen – Außenmauern der nahezu lückenlos aneinandergefügten Häuser.

### Moschee
Auffällig ist die Tatsache, dass der Ksar von keinem Minarett überragt wird. In den Berberdörfern Südmarokkos gab es zwar einfache Gebetsräume für das gemeinschaftliche (Freitags-)Gebet der Männer, doch stets ohne Turm, der technisch problemlos hätte gebaut werden können (vgl. die Wehrtürme der Agadire oder der Tighremts). Außerhalb der wenigen alten Städte (Marrakesch, Taroudannt, Tiznit) wurden im Süden Marokkos erst ab der Mitte des 20. Jahrhunderts Minarette errichtet. Die vom Koran (Sure 4,43 und Sure 5,6) vorgeschriebenen Waschungen (Wuḍūʾ) erledigte man entweder daheim oder symbolisch mit Hilfe eines bereitliegenden glattpolierten Steines, der in den Gebetsräumen der Berbergebiete manchmal noch gezeigt wird (z. B. in Imchiguegueln).

### Häuser
Sowohl der Mauerring als auch die zwei- oder dreigeschossigen Häuser sind aus größeren und kleineren Steinen, wie sie überall in der Umgebung zu finden sind und ohne Verwendung von Mörtel – nur mit etwas Lehmerde zwischen den Steinen – errichtet. Mit kleinen flachen Steinplatten wurden auch einfache geometrische Ornamente (Fischgrätmuster, Rauten u. ä.) gestaltet, die zumeist über den Eingangstüren angebracht waren und ursprünglich eine Unheil abwehrende (apotropäische) Funktion hatten. Die alten – ursprünglich ohne Verwendung von Eisen gefertigten – Haustüren waren auf ähnliche Weise geschmückt, doch wurden sie im 20. Jahrhundert von Antiquitätenhändlern – gegen ein geringes Entgelt – aufgekauft und manchmal auch in die neu entstandenen Museen verbracht; nur wenige alte Türen sind noch im Ort verblieben.
Im Erdgeschoss der Häuser befanden sich meist Stallungen für das Vieh (Ziegen, Schafe, Hühner); darüber lagen die rußgeschwärzte Küche und die Wohn-/Schlafräume. Die stets vorhandene Dachterrasse diente den Frauen als Platz für häusliche Arbeiten: Vorbereitung des Essens, Herstellung von Arganöl oder von Flecht- und Webarbeiten etc. Belichtung und Belüftung der Räume erfolgten hauptsächlich über die Türen; die kleinen – ursprünglich unverglasten – Fensteröffnungen wurden zumeist erst im 20. Jahrhundert eingebaut.
Die Häuser der wohlhabenderen Familien hatten ein drittes Geschoss mit einem Wohnraum und einigen wenigen Sitzmöbeln. Üblicherweise saß, aß und schlief man jedoch auf dem – abhängig von der Jahreszeit – mit Matten und/oder Decken ausgelegten Fußboden. Mobiliar (Schränke, Kommoden, Truhen, Tische und Stühle) gab es nicht – das wenige verfügbare Holz eignete sich wegen der krummen Äste kaum für Schreinerarbeiten, überdies wurde es zum Kochen und Brotbacken benötigt.

### Speicherkammern
In die Mauern des Ortes eingelassen sind mehrere Speicherkammern zur Aufbewahrung von Getreide, landwirtschaftlichen Geräten, Waffen, Werkzeugen etc.; doch den gesamten Ort deswegen – wie es manchmal geschieht – als Agadir (Speicherburg) zu bezeichnen, wäre verfehlt. Auch die arabische Bezeichnung Kasbah ist sowohl sprachlich als auch wegen der fehlenden politisch-militärischen Bedeutung des Orts eher unangemessen.

### Dreschplatz
Zu Füßen der Ortschaft liegt ein kreisrunder und mit Steinplatten ausgelegter Dreschplatz, auf dem in früheren Zeiten das – bereits Ende April – geerntete Getreide (Gerste) mit Hilfe von darüber laufenden Eseln gedroschen wurde. Wegen des ariden Klimas konnte Gemüse kaum angebaut werden; es musste auf den nahegelegenen Märkten (suqs) getauscht oder gekauft werden.

## Bedeutung
Kaum eine alte Ortschaft im südlichen Marokko – ausgenommen Aït-Ben-Haddou mit seinen Lehmburgen (Tighremts) – ist so spektakulär gelegen und noch als Ganzes weitgehend erhalten wie Tizourgane. Darüber hinaus gewähren der Ort und seine Umgebung Einblicke in die Lebens- und Denkweisen der Berberbevölkerung und in die – nicht aufgeschriebene – Geschichte einer ganzen Region.
Heute ist im Ksar ein privates Hotel untergebracht. Nicht-Hotelgäste können gegen eine Gebühr den Ksar besichtigen.

## Umgebung
Von Tizourgane aus ist das weitgehend verlassene Bergdorf Tioulit im Rahmen einer kurzen Wanderung (ca. 2 km) zu erreichen. Zu den sehenswerten Agadiren von Imchiguegueln, Imi m’Korn, Guimst und Imhilene kann man mit dem Auto fahren.